# Mormaison
Mormaison är en kommun i departementet Vendée i regionen Pays de la Loire i västra Frankrike. Kommunen ligger i kantonen Rocheservière som tillhör arrondissementet La Roche-sur-Yon. År 2018 hade Mormaison 1 212 invånare.

## Befolkningsutveckling
Antalet invånare i kommunen Mormaison
| Referens: INSEE |